# Labruguière
Labruguière (okzitanisch La Bruguièira) ist eine französische Gemeinde mit 6.567 Einwohnern (Stand 1. Januar 2022) im Département Tarn in der Region Okzitanien. Sie gehört zum Arrondissement Castres und zum Kanton La Montagne noire.

## Geografie
Labruguière liegt in der Nähe der Monts du Sidobre und der Montagne Noire, am Ufer des Flusses Thoré, einem Zufluss des Agout, der selbst wieder in den Tarn mündet. Labruguière liegt etwa acht Kilometer südsüdöstlich von Castres und etwa 66 Kilometer ostsüdöstlich von Toulouse. Die Gemeinde wird ferner vom Orbiel und von der Rougeanne begrenzt, die beide in die Aude münden. Im Gemeindegebiet befindet sich sowohl ein Teil des Regionalen Naturparks Haut-Languedoc als auch – im äußersten Nordosten der Gemeinde – ein Teil des Flughafens Castres-Mazamet.

## Geschichte
985 wurde das Runddorf Brugeria in der Gegend erwähnt. Die Burganlage wurde 1266 errichtet, die Kirche Saint Thyrs 1313.
Das Schloss wurde im 17. Jahrhundert von Louis von Cardaillac errichtet.
1793 hatte Labruguière 3759 Einwohner.

## Wappen
Beschreibung: In Silber wächst ein grüner Laubbaum mit einer goldenen Majuskel „B“ in der Krone aus einem ebenso gefärbten Schildfuß.

## Bevölkerungsentwicklung
- 1831: 3735
- 1901: 3133
- 1954: 3978
- 1962: 4835
- 1968: 5333
- 1975: 5468
- 1982: 5541
- 1990: 5486
- 1999: 5488
- 2006: 5834

ab 1962 nur Einwohner mit Erstwohnsitz

## Persönlichkeiten
- Arthur Batut (1846–1918), Fotograf
- Pierre Maguelon (1933–2010), Schauspieler

## Sehenswürdigkeiten
- Markthalle, erbaut im 13. Jahrhundert (Monument historique)